# Kotasan
Kotasan is een bestuurslaag in het regentschap Deli Serdang van de provincie Noord-Sumatra, Indonesië. Kotasan telt 3018 inwoners (volkstelling 2010).